# Joy Eslava

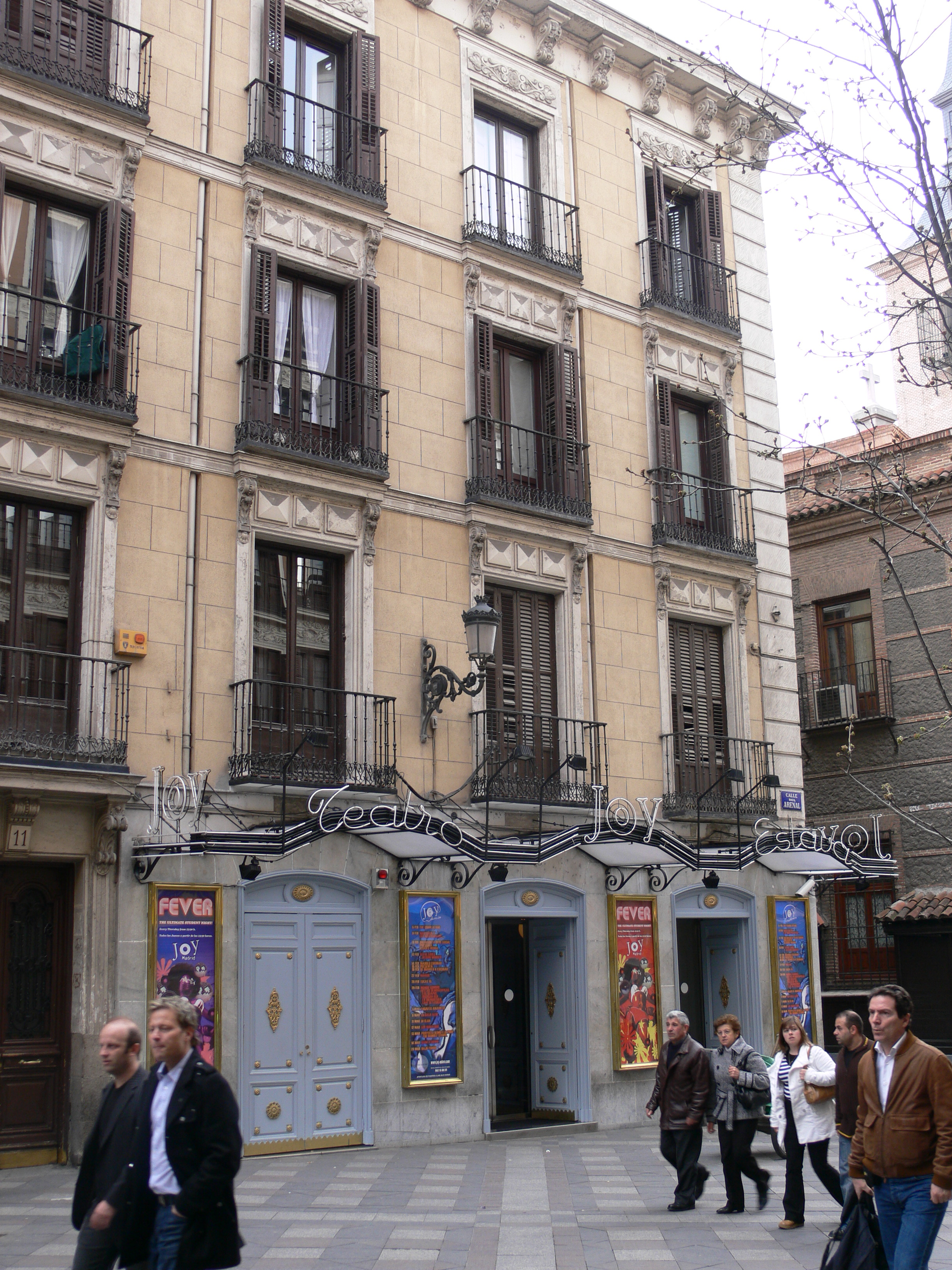
La façana del local en 2008

Joy Eslava és el nom d'una discoteca situada al carrer Arenal de Madrid, en el local que fins a 1981 havia ocupat l'històric Teatro Eslava.
Adquirit el local per l'empresari Pedro Trapote a Luis Escobar Kirkpatrick en 1979, la discoteca es va inaugurar la nit del 24 de febrer de 1981, l'endemà del Cop d'estat perpetrat al Congrés dels Diputats. Aviat es convertiria en un dels llocs d'oci de referència en la capital d'Espanya, per a un determinat públic i incorporant un nou tipus de local, la macro-discoteca. Durant la dècada de 1980 va ser lloc de concentració de personatges de l'anomenada Movida madrileña i va servir d'ocasional escenari del programa musical de Televisió espanyola Aplauso, que hi va portar estrelles del moment com Alaska y los Pegamoides, Mecano o Tino Casal. Joy Eslava ha continuat albergant concerts, festes i esdeveniments socials diversos, amb participació de famosos com Roger Moore, Pedro Almodóvar, Stevie Wonder, Julio Iglesias o Ruth Lorenzo. El 1999 va sofrir un incendi.